# Nina Taimiaho
Nina Taimiaho (* 18. September 1967) ist eine ehemalige finnische Squashspielerin.

## Karriere
Nina Taimiaho war in den 1980er- und 1990er-Jahren auf der WSA World Tour aktiv. Mit der finnischen Nationalmannschaft nahm sie 1985, 1989, 1990, 1992, 1994 und 1996 an der Weltmeisterschaft teil, zudem stand sie mehrfach im Kader bei Europameisterschaften. 1990 belegte sie mit der Mannschaft bei den Europameisterschaften den dritten Platz, das beste Abschneiden der Mannschaft in der Geschichte des Wettbewerbs. Insgesamt bestritt sie 92 Spiele für Finnland, von denen sie 56 gewann.
Bei Weltmeisterschaften im Einzel stand Taimiaho zwischen 1989 und 1992 dreimal im Hauptfeld. Während sie 1989 bereits in der ersten Runde gegen Andrea Holbe nach fünf Sätzen ausschied, unterlag sie 1990 erst in der dritten Runde Danielle Drady in drei Sätzen. 1992 scheiterte sie ebenfalls ohne Satzgewinn in der zweiten Runde an Lisa Opie.